# Tanjung Ringgit
Tanjung Ringgit är en udde i Indonesien.   Den ligger i provinsen Nusa Tenggara Barat, i den sydvästra delen av landet, 1 100 km öster om huvudstaden Jakarta.
Terrängen inåt land är platt. Havet är nära Tanjung Ringgit österut.